# Дереволаз оливковий
Дереволаз оливковий (Sittasomus griseicapillus) — вид горобцеподібних птахів родини горнерових (Furnariidae). Мешкає в Мексиці, Центральній і Південній Америці. Це єдиний представник монотипового роду Оливковий дереволаз (Sittasomus). Виділяють низку підвидів.

## Опис
Довжина птаха становить 13-19,6 см, вага 8-20 г. Голова, горло і верхня частина спини рівномірно оливково-зелені, нижня частина спини, крила, надхвістя і хвіст рудувато-коричневі, груди і живіт сірі. В польоті на махових перах помітна охриста смуга. Стрижні стернових пер видовжені у вигляді "шипів" на кінці хвоста. Дзьоб невеликий, тонкий, прямий.

## Підвиди
Виділяють п'ятнадцять підвидів:

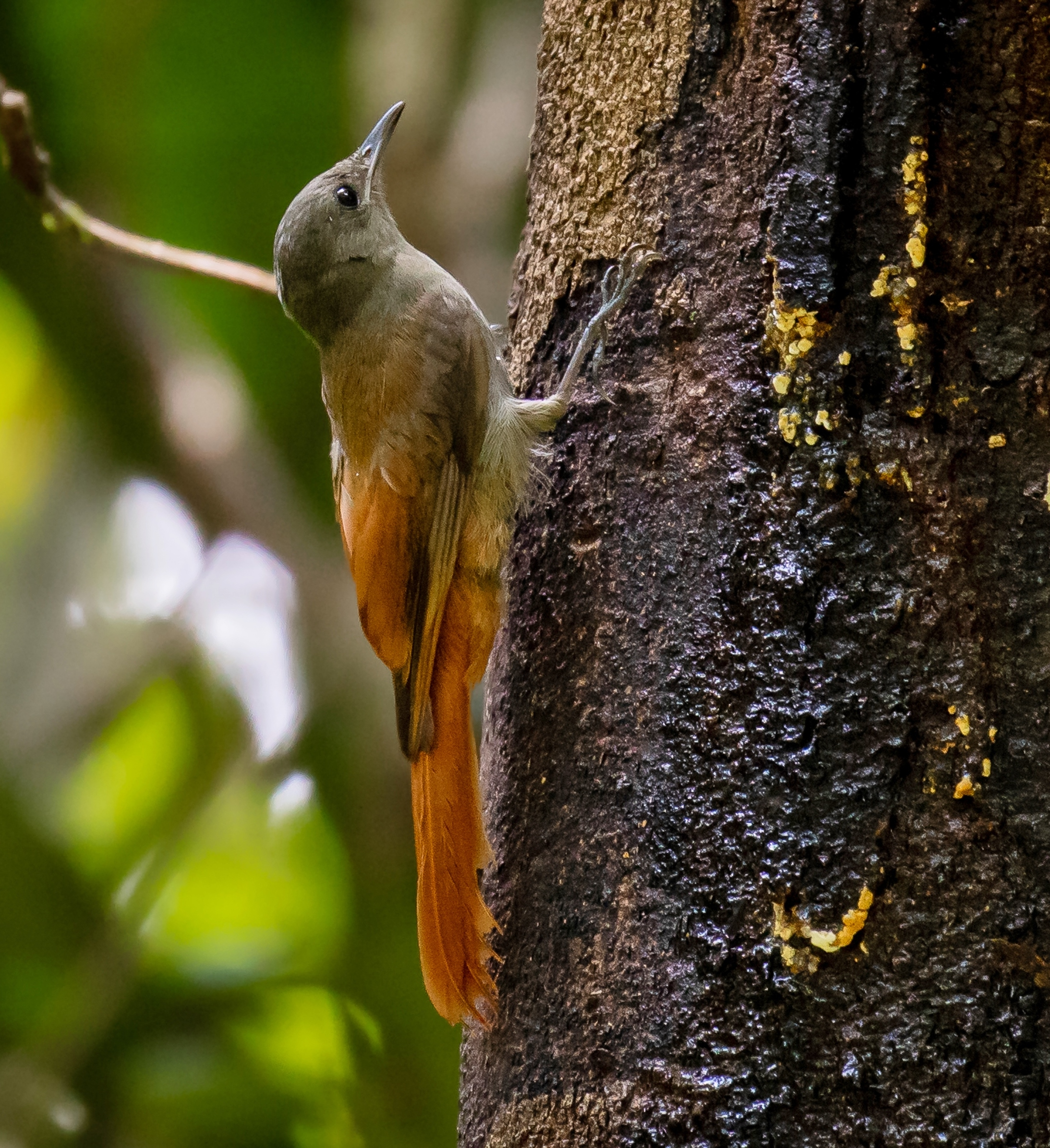
Оливковий дереволаз

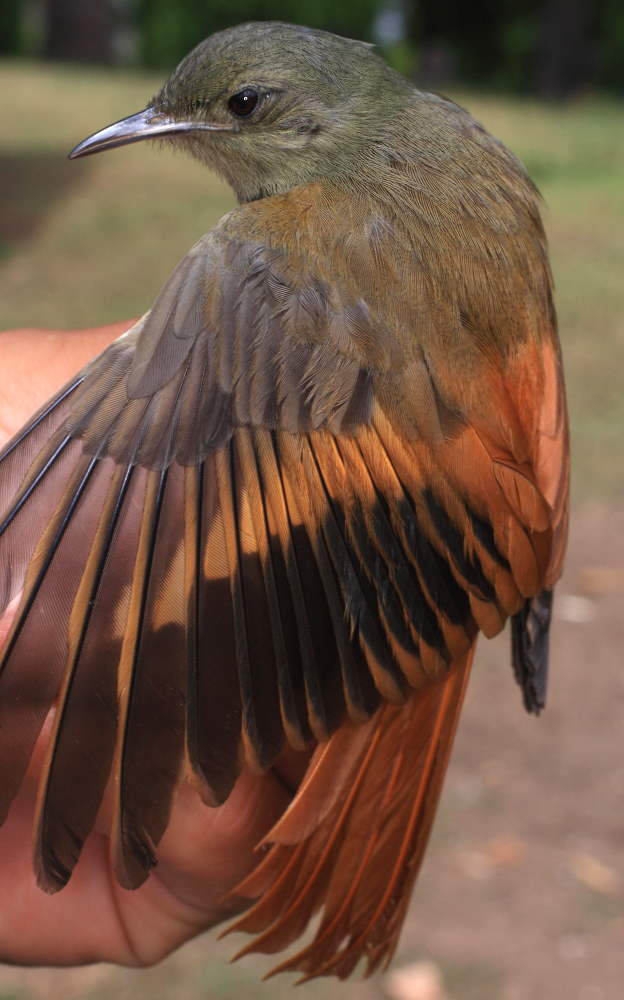
Оливковий дереволаз

- S. g. jaliscensis Nelson, 1900 — Мексика (від південного Наярита, південно-західного Тамауліпаса і східного Сан-Луїс-Потосі на південь до перешийка Теуантепек);
- S. g. gracileus Bangs & Peters, JL, 1928 — південно-західна Мексика (від східного Табаско до півострова Юкатан), північний Беліз і північна Гватемала (Петен);
- S. g. sylvioides Lafresnaye, 1850 — від південно-східної Мексики до північно-західної Колумбії;
- S. g. perijanus Phelps, WH & Gilliard, 1940 — гори Сьєрра-де-Періха на кордоні північно-східної Колумбії і північно-західної Венесуели;
- S. g. tachirensis Phelps, WH & Phelps, WH Jr, 1956 — північна Колумбія (південний Болівар, Сантандер) і західна Венесуела (південно-західна Тачира);
- S. g. griseus Jardine, 1847 — Венесуельські Анди (Сьєрра-де-Періха, Прибережний хребет), північне узбережжя Венесуели, острів Тобаго;
- S. g. aequatorialis Ridgway, 1891 — тихоокеанське узбережжя на заході Еквадору (на південь від західного Есмеральдаса) і на північному заході Перу (Тумбес);
- S. g. amazonus Lafresnaye, 1850 — південний схід Колумбії, південь Венесуели (захід і південь Амасонасу), схід Еквадору і Перу, захід Бразильської Амазонії (на схід до Ріу-Негру і Мадейра, на південь до північному заходу Мату-Гросу);
- S. g. axillaris Zimmer, JT, 1934 — південний схід Венесуели (центр і південь Амасонасу, Болівар), Гвіана, північний схід Бразилії (від нижньої течії Ріу-Негру до Амапи);
- S. g. viridis Carriker, 1935 — Болівійська Амазонія;
- S. g. transitivus Pinto & Camargo, 1948 — південний схід Бразильської Амазонії (від Тапажоса на схід до північного сходу Мату-Гросу);
- S. g. griseicapillus (Vieillot, 1818) — південний схід Болівії, південь центральної Бразилії (південний захід Мату-Гросу, Мату-Гросу-ду-Сул), північ і захід Парагваю, північ Аргентини (на південь до Кахамарки, Сантьяго-дель-Естеро і півночі Санта-Фе);
- S. g. reiseri Hellmayr, 1917 — північно-східна Бразилія (від Мараньяна, Сеари і Пернамбуку на південь до Токантінса і північно-західної Баїї);
- S. g. olivaceus Wied-Neuwied, M, 1831 — східне узбережжя Бразилії (південно-східна Баїя);
- S. g. sylviellus (Temminck, 1821) — південно-східна і південна Бразилія (на південь від південно-східного Гояса, Мінас-Жерайса і Еспіріту-Санту), південно-східний Парагвай, північно-східний Уругвай і північно-східного Аргентина (Місьйонес, північно-східний Коррієнтес).

Деякі дослідники виділяють низку підвиди (від S. g. jaliscensis до S. g. aequatorialis) у окремий вид Sittasomus griseus.

## Поширення і екологія
Оливкові дереволази мешкають в Мексиці, Гватемалі, Белізі, Сальвадорі, Гондурасі, Нікарагуа, Коста-Риці, Панамі, Колумбії, Венесуелі, Еквадорі, Перу, Бразилії, Болівії, Гаяні, Суринамі, Французькій Гвіані, Аргентині, Парагваї, Уругваї і на Тринідаді і Тобаго. Вони живуть переважно у вологих рівнинних тропічних лісах, в Андах у гірських вічнозелених і хмарних лісах, в посушливих районах в листопадних і галерейних лісах, в саванах серрадо і заростях каатинги, в Амазонії у вологих тропічних лісах терра-фірме, також в заболочених лісах ігапо та у варзейських лісах (тропічних лісах у заплавах Амазонки і її притоків). Зустрічаються поодинці або парами, переважно на висоті до 1550 м над рівнем моря, в горах Західної Сьєрра-Мадре в Мексиці місцями на висоті до 2000 м над рівнем моря, в горах венесуельського Прибережного хребта місцями на висоті до 2300 м над рівнем моря.
Оливкові дереволази живляться комахами та іншими членистоногими, а також їх личинками і яйцями, яких шукають під корою та в тріщинах кори на стовбурах дерев. Вони іноді приєднуються до змішаних зграй птахів і слідкують за кочовими мурахами. Гніздяться в кронах дерев, на висоті до 12 м над землею. В кладці 3 білих яйця.